# Soleil FC
Soleil FC ist ein Fußballverein aus Cotonou, Benin. Er trägt seine Heimspiele im Stade René Pleven aus.

## Geschichte
Im Jahr 2003 erreichte der Club das Finale im nationalen Pokalwettbewerb Coupe de l’Indépendance, verlor es aber mit 1:0 gegen Mogas 90 FC. Vier Jahre später belegte der Soleil FC mit zwei Punkten Rückstand und einem um sieben Tore schlechteren Torverhältnis nach 34 Spielen den zweiten Platz und wurde damit Vizemeister hinter Tonnerre d’Abomey FC.
In der Saison 2021/22 schloss der Club die Vorrunde in der Zone B auf dem siebten Platz und damit der Qualifikation für die Abstiegs-Playoff ab. Hier schloss der Club seine Gruppe mit einem Punkt Vorsprung auf den Absteiger und aufgrund des besseren Torverhältnisses gegenüber dem Vorletzten auf dem achten Rang ab.

## Bekannte Spieler
Spieler absolvierten allesamt mindestens ein Länderspiel.
- Gérard Adanhoumè[5]
- Wisdom Salomon Aka[6]
- Hyacinthe Akakpovi[7]
- Sévi Amoussou
- Bello Babatounde[6]
- Jacques Bessan[8]
- Bio Chabi[9]
- De Gaulle Hountonto[7]
- Djiman Koukou
- Daniel Loute
- Isaac Louté
- Youssouf Nassirou[7]
- Wassiou Oladipupo
- Ademola Olaofe[7]
- Agnidé Osséni[10]
- Bachirou Osséni[11]

## Erfolge

### Meisterschaft
- beninischer Vize-Meister 2007

### Pokal
- Vize-Pokalsieger 2003